# Championnat d'Afrique féminin de volley-ball des moins de 18 ans
Le Championnat d'Afrique de volley-ball féminin des moins de 18 ans est une compétition réservée aux équipes nationales des moins de 18 ans, elle se déroule tous les deux ans et est organisée par la Confédération Africaine de Volleyball.

## Palmarès détaillé
| 2004 Détails | Caire        | Égypte  | TTR | Tunisie    | Algérie  | NC  |                |
| 2006 Détails | Tizi Ouzou   | Tunisie | TTR | Égypte     | Algérie  | TTR | Afrique du Sud |
| 2008 Détails | Tunis        | Tunisie | TTR | Égypte     | Algérie  | NC  |                |
| 2010 Détails | Caire        | Tunisie | TTR | Égypte     | Kenya    | TTR | Rwanda         |
| 2011 Détails | Caire        | Égypte  | TTR | Algérie    | Tunisie  | NC  |                |
| 2013 Détails | Caire        | Égypte  | TTR | Tunisie    | Algérie  | TTR | Rwanda         |
| 2014 Détails | Alger        | Égypte  | TTR | Tunisie    | Algérie  | NC  |                |
| 2016 Détails | Antananarivo | Égypte  | TTR | Madagascar | Maurice  | NC  |                |
| 2018 Détails | Caire        | Égypte  | TTR | Cameroun   | RD Congo | NC  |                |
| 2024 Détails | Tunis        | Tunisie | 3-2 | Égypte     | Maroc    | 3-0 | Burundi        |

## Tableau des médailles
| Rang  | Nation                           | Or | Argent | Bronze | Total |
| ----- | -------------------------------- | -- | ------ | ------ | ----- |
| 1     | Égypte                           | 6  | 3      | 0      | 8     |
| 2     | Tunisie                          | 4  | 3      | 1      | 7     |
| 3     | Algérie                          | 0  | 1      | 5      | 6     |
| 4     | Madagascar                       | 0  | 1      | 0      | 1     |
| 4     | Cameroun                         | 0  | 1      | 0      | 1     |
| 5     | Kenya                            | 0  | 0      | 1      | 1     |
| 6     | Maurice                          | 0  | 0      | 1      | 2     |
| 7     | Maroc                            | 0  | 0      | 1      | 1     |
| 8     | République démocratique du Congo | 0  | 0      | 1      | 1     |
| Total | Total                            | 9  | 9      | 10     | 28    |